# Яблоновець (Орловська область)
Яблоновець  (рос. Яблоновец) — присілок у Дмитровському районі Орловської області Російської Федерації.
Населення становить 1 особу. Входить до муніципального утворення Лубянське сільське поселення.

## Історія
Населений пункт розташований у межах Чорнозем'я та історичного Дикого Поля. 30 липня 1928 року у складі Орловського округу Центрально-Чорноземної області, 13 червня 1934 року після ліквідації Центрально-Чорноземної області населений пункт увійшов до складу новоствореної Курської області.
З 27 вересня 1937 року район у складі новоствореної Орловської області.
Від 2013 року входить до муніципального утворення Лубянське сільське поселення.

## Населення
| 1853 | 1866 | 1877 | 1897 | 1926 | 1979 | 2002 |
| ---- | ---- | ---- | ---- | ---- | ---- | ---- |
| 740  | ↘727 | ↗728 | ↘631 | ↗680 | ↘65  | ↘36  |
| 2010 |      |      |      |      |      |      |
| ↘1   |      |      |      |      |      |      |